# パラオフタルモサウルス
パラオフタルモサウルス（学名:Paraophthalmosaurus）は、オフタルモサウルス科オフタルモサウルス亜科に属する魚竜の属。後期ジュラ紀チトニアン期のヨーロッパロシアに生息していた。

## 特徴
全長は2.0 – 2.5メートルと、オフタルモサウルス科の中では小型である。オフタルモサウルス科に普遍的な特徴として目は大きく、またバプタノドンに似て歯列は存在しなかった。オフタルモサウルスと前肢の構造は類似しているが、魚竜が特異的に獲得した骨との間接面は、第1指よりも第5指の根元に関与している。
ヨーロッパやアメリカで発見されたほかの近縁な魚竜との間で、前肢や肩帯、骨盤などの構造が異なる。これはウンドロサウルスと共通する特徴でもある。

## 分類
パラオフタルモサウルスはヨーロッパロシアのサラトフから発見された模式種 P. saveljevensis  の模式標本 SGU 104a/23に基づいて1997年に記載された。この標本は主に頭骨からなり、頭骨から後方の部位は極めて断片的である。1998年に記載された第2の種である P. saratoviensis の標本も不十分とされ、1999年に記載された P. kabanovi も頭骨と断片的な胴体しか発見されていなかったため、パラオフタルモサウルスはオフタルモサウルスの小さい個体または幼体でありシノニムとして扱うべきであるとする意見が出た。
しかし、肋骨の形状がクリオプテリギウスやウンドロサウルスに極めて近いことから、オフタルモサウルス亜科に分類される有効な属とされており、レニニアとモレサウルスが分岐した後に枝分かれした属として位置付けられている。2015年の論文では、クリオプテリギウスと同じくスピッツベルゲン島から出土したヤヌサウルスとの近縁性も指摘されている。同論文ではレニニアとモレサウルスが派生した後のオフタルモサウルス亜科の進化史が2014年の論文よりも詳細に綴られており、オフタルモサウルス・バプタノドン・アカンプトネクテスからなるグループとクリオプテリギウス・ウンドロサウルス・パラオフタルモサウルスからなるグループが枝分かれした後、クリオプテリギウスとウンドロサウルスが順に共通祖先から分岐して出現したとされている。
なおウンドロサウルスの系統学的位置づけには諸説ある。